# Rob Rock
Robert Rock, född 29 juni 1959 i Orlando, Florida, är en heavy metal-sångare och låtskrivare som är mest känd som sångare i bandet Impellitteri. Han är även känd för sin solokarriär och har än så länge släppt fyra studioalbum och ett livealbum.